# TADA2A
TADA2A (англ. Transcriptional adaptor 2A) – білок, який кодується однойменним геном, розташованим у людей на короткому плечі 17-ї хромосоми. Довжина поліпептидного ланцюга білка становить 443 амінокислот, а молекулярна маса — 51 506.
| 10         |  | 20         |  | 30         |  | 40         |  | 50         |
| ---------- |  | ---------- |  | ---------- |  | ---------- |  | ---------- |
| MDRLGPFSND |  | PSDKPPCRGC |  | SSYLMEPYIK |  | CAECGPPPFF |  | LCLQCFTRGF |
| EYKKHQSDHT |  | YEIMTSDFPV |  | LDPSWTAQEE |  | MALLEAVMDC |  | GFGNWQDVAN |
| QMCTKTKEEC |  | EKHYMKHFIN |  | NPLFASTLLN |  | LKQAEEAKTA |  | DTAIPFHSTD |
| DPPRPTFDSL |  | LSRDMAGYMP |  | ARADFIEEFD |  | NYAEWDLRDI |  | DFVEDDSDIL |
| HALKMAVVDI |  | YHSRLKERQR |  | RKKIIRDHGL |  | INLRKFQLME |  | RRYPKEVQDL |
| YETMRRFARI |  | VGPVEHDKFI |  | ESHALEFELR |  | REIKRLQEYR |  | TAGITNFCSA |
| RTYDHLKKTR |  | EEERLKRTML |  | SEVLQYIQDS |  | SACQQWLRRQ |  | ADIDSGLSPS |
| IPMASNSGRR |  | SAPPLNLTGL |  | PGTEKLNEKE |  | KELCQMVRLV |  | PGAYLEYKSA |
| LLNECNKQGG |  | LRLAQARALI |  | KIDVNKTRKI |  | YDFLIREGYI |  | TKG        |

A: Аланін

C: Цистеїн

D: Аспарагінова кислота

E: Глутамінова кислота

F: Фенілаланін

G: Гліцин

H: Гістидин

I: Ізолейцин

K: Лізин

L: Лейцин

M: Метіонін

N: Аспарагін

P: Пролін

Q: Глутамін

R: Аргінін

S: Серин

T: Треонін

V: Валін

W: Триптофан

Кодований геном білок за функцією належить до фосфопротеїнів. 
Задіяний у таких біологічних процесах, як транскрипція, регуляція транскрипції, альтернативний сплайсинг. 
Білок має сайт для зв'язування з ДНК. 
Локалізований у ядрі, хромосомах.